# XIIe législature de la république démocratique de Sao Tomé-et-Principe
- ADI (30)
- MLSTP-PSD (18)
- Coalition MCI-PS et PUN (5)
- Basta (2)

Partis représentés à l'Assemblée nationale en 2022 :

La XIIe législature de la république démocratique de Sao Tomé-et-Principe est un cycle parlementaire qui s'ouvre le 8 novembre 2022 à la suite des élections législatives de la même année
L'Action démocratique indépendante (ADI) a la majorité absolue, avec 30 sièges sur 55. Le Mouvement pour la libération de Sao Tomé-et-Principe – Parti social-démocrate (MLSTP-PSD), le Mouvement des citoyens indépendants – Parti socialiste (MCI-PS) et le Mouvement Basta sont respectivement représentés par 18, 5 et 2 députés.

## Liste des députés
| Élu                     | Parti | Parti     | Groupe | Groupe | Circonscription     |
| ----------------------- | ----- | --------- | ------ | ------ | ------------------- |
| Osvaldo d'Abreu         |       | MLSTP-PSD |        |        | Água Grande         |
| Celisa Aguiar           |       | ADI       |        |        | Cantagalo           |
| Lourenço Aguiar Freitas |       | ADI       |        |        | Diaspora africaine  |
| Hélio de Almeida        |       | ADI       |        |        | Cantagalo           |
| Edmilson Amoço          |       | ADI       |        |        | Mé-Zóchi            |
| Beatriz Azevedo         |       | MCI-PS    |        |        | Caué                |
| Américo de Barros       |       | MLSTP-PSD |        |        | Mé-Zóchi            |
| João Batista            |       | MCI-PS    |        |        | Principe            |
| Carlos Benguela         |       | MLSTP-PSD |        |        | Lobata              |
| Wilber Boa Morte        |       | ADI       |        |        | Lembá               |
| Jorge Bom Jesus         |       | MLSTP-PSD |        |        | Água Grande         |
| José Cardoso            |       | MLSTP-PSD |        |        | Lembá               |
| Nelson Cardoso          |       | ADI       |        |        | Lobata              |
| Raul Cardoso            |       | MLSTP-PSD |        |        | Mé-Zóchi            |
| Pedro Carvalho          |       | ADI       |        |        | Cantagalo           |
| Wuando Castro           |       | MLSTP-PSD |        |        | Água Grande         |
| Raúl Cravid             |       | ADI       |        |        | Lembá               |
| Maria Delgado           |       | ADI       |        |        | Principe            |
| Gareth Guadalupe        |       | ADI       |        |        | Água Grande         |
| José Maria de Barros    |       | MLSTP-PSD |        |        | Água Grande         |
| Osvaldo João            |       | MLSTP-PSD |        |        | Caué                |
| Alexandre Lima          |       | ADI       |        |        | Principe            |
| Alberto Luis            |       | ADI       |        |        | Caué                |
| Elakcio da Marta        |       | MLSTP-PSD |        |        | Cantagalo           |
| Eldmiro Manuel          |       | MCI-PS    |        |        | Lembá               |
| Orlando da Mata         |       | ADI       |        |        | Água Grande         |
| Adlander Matos          |       | MLSTP-PSD |        |        | Cantagalo           |
| Eurídice Medeiro        |       | ADI       |        |        | Água Grande         |
| Silvestre Mendes        |       | ADI       |        |        | Lembá               |
| José António Miguel     |       | ADI       |        |        | Mé-Zóchi            |
| António Monteiro        |       | MCI-PS    |        |        | Caué                |
| Filomena Monteiro       |       | MLSTP-PSD |        |        | Lobata              |
| Conceição Moreno        |       | MLSTP-PSD |        |        | Principe            |
| Bilaine do Nascimento   |       | ADI       |        |        | Água Grande         |
| Levy Nazaré             |       | Basta     |        |        | Água Grande         |
| Delfim das Neves        |       | Basta     |        |        | Lobata              |
| Abnildo Oliveira        |       | ADI       |        |        | Mé-Zóchi            |
| Messias Pereira         |       | ADI       |        |        | Principe            |
| Baltazar Quaresma       |       | MCI-PS    |        |        | Caué                |
| Gabdulo Quaresma        |       | MLSTP-PSD |        |        | Mé-Zóchi            |
| Idalécio Quaresma       |       | ADI       |        |        | Mé-Zóchi            |
| Américo dos Ramos       |       | ADI       |        |        | Lobata              |
| Guilherme dos Ramos     |       | MLSTP-PSD |        |        | Mé-Zóchi            |
| Ossaquio Roía           |       | ADI       |        |        | Cantagalo           |
| Celmira Sacramento      |       | ADI       |        |        | Mé-Zóchi            |
| Arlindo dos Santos      |       | ADI       |        |        | Mé-Zóchi            |
| Danilo dos Santos       |       | MLSTP-PSD |        |        | Água Grande         |
| Ekneide dos Santos      |       | ADI       |        |        | Água Grande         |
| Vasth dos Santos        |       | ADI       |        |        | Água Grande         |
| Arlindo Semedo          |       | MLSTP-PSD |        |        | Lembá               |
| Elísio Teixeira         |       | ADI       |        |        | Água Grande         |
| Patrice Trovoada        |       | ADI       |        |        | Lobata              |
| Afonso Varela           |       | ADI       |        |        | Água Grande         |
| Osvaldo Vaz             |       | MLSTP-PSD |        |        | Lobata              |
| Josino da Veiga         |       | ADI       |        |        | Diaspora européenne |

## Bureau

### Composition
- Présidente : Celmira Sacramento (ADI)
  - Premier vice-président : Abnildo Oliveira (ADI)
  - Second vice-président :
- Secrétaire : Bilaine de Ceita (ADI)[2]
  - Secrétaires adjoints : Celisa Aguiar et José Cargo[3]
- Président du conseil d'administration : Ekneide dos Santos (ADI)[3]

### Élections
La présidente, le premier vice-président, les secrétaires et la présidence du conseil d'administration sont élus le 8 novembre 2022. La présidence, la première vice-présidence et le secrétariat sont attribuées à la majorité, tandis que la seconde vice-présidence est attribuée au premier parti d'opposition, le MLSTP-PSD. Par conséquent, aucun candidat ne fait face à d'adversaire.
Celmira Sacramento est élue présidente avec 52 voix favorables et Abnilde Oliveira premier vice-président avec 54 voix favorables. Seul Arlindo Barbosa, candidat de l'opposition pour la fonction de second vice-président, n'obtient pas la majorité des voix (19 seulement). En l'absence d'autre candidat, l'élection est reportée.
| Candidat           | Parti    | Parti    | Voix | %      |  |
| ------------------ | -------- | -------- | ---- | ------ |  |
| Celmira Sacramento |          | ADI      | 52   | 94,55  |  |
|                    |          |          |      |        |  |
| Inscrits           | Inscrits | Inscrits | 55   | 100,00 |  |
| Votants            | Votants  | Votants  | 53   | 96,36  |  |
| Blancs             | Blancs   | Blancs   | 1    | 1,82   |  |
| Exprimés           | Exprimés | Exprimés | 52   | 94,55  |  |

### Autres fonctions
- Réseau des femmes parlementaires[6]
  - Présidente : Bilaine de Ceita (ADI)
  - Secrétaire : Beatriz Azevedo (MCI-PS-PUN)
- Réseau des jeunes parlemntaires[7]
  - Président : Edmilson Amoço (ADI)
  - Secrétaire : Maiquel Jackson do Espírito Santo (MLSTP-PSD)

## Parité femmes-hommes
L'Assemblée élue compte seulement huit femmes pour quarante-sept hommes. Six sont membres de l'ADI, une du MLSTP-PSD et une du MCI-PS. En décembre 2022, elles sont au nombre de dix.